# Paramekodon
Paramekodon is een geslacht van kreeftachtigen uit de klasse van de Ostracoda (mosselkreeftjes).

## Soorten
- Paramekodon poulseni Kornicker, 1968

Niet geaccepteerde soort:
- Paramekodon inflatus geaccepteerd als Pseudophilomedes inflata (Brady & Norman, 1896)